# Rhangena rosea
Rhangena rosea là một loài bướm đêm trong họ Noctuidae.